# Tympanoctomys loschalchalerosorum
Tympanoctomys loschalchalerosorum is een zoogdier uit de familie van de schijnratten (Octodontidae). De wetenschappelijke naam van de soort werd voor het eerst geldig gepubliceerd door Mares, Braun, Barquez & Díaz in 2000.

## Naamgeving
Hij is genoemd naar de Salinas Grandes (Grote zoutpan) in La Rioja, de enige plaats waar hij is gevonden, met het Latijnse octo "acht", naar de vorm van de tanden, en het Griekse mys "muis". De soortnaam loschalchalerosorum eert de muziekgroep Los Chalchaleros, die vijftig jaar lang de traditionele muziek van West-Argentinië zongen. Zijn habitat in de Salar de Pipanaco bestaat uit zoutminnend struikgewas, met onder andere Agrostis pyramidalis, Allenrolfea patagonica, Alternanthea nodifera, Aphyllocladus spartioides, Atriplex argentina, Cortesia cuneifolia, Grabowskia boheraviaefolia, Heterostachys ritteriana, Lycium tenuispinosum, Monttea aphylla, Munroa argentina, Prosopis strombulifera, Senna aphylla en een ongeïdentificeerde Setaria-soort.

## Kenmerken
Het is een middelgrote soort van de Octodontini. Zijn rug is bruinachtig zwart, zijn buik wit. De staart is lang (ruim 75% van de kop-romplengte), met een zwarte borstel. De achtervoeten zijn iets minder dan 20% van de kop-romplengte. Deze soort heeft zachte haren. Daarnaast verschilt de schedel in een aantal kenmerken van de verwante geslachten.
Lengte:
| Kop-romplengte:   | 144–156 mm |
| Staartlengte:     | 111–119 mm |
| Achtervoetlengte: | 28–30 mm   |
| Oorlengte:        | 16–17 mm   |

## Voorkomen
De soort komt voor in Argentinië in de provincie La Rioja.